# 森本サイダー
森本 サイダー（もりもと サイダー、1989年4月1日 - ）は、松竹芸能所属のピン芸人。京都府出身。身長177 cm、体重72 kg、血液型A型。本名は、森本 圭哉（もりもと けいすけ）。

## 来歴・人物
バイオカレッジ京都卒業。
サラリーマンとして約2年勤めた後に松竹芸能の養成所に入所し、2013年にデビュー。当初は大阪で活動していたが、2018年6月に東京に進出した。
当初は段ボール製の小道具を用いたコントを演じていた。
｢私服が不審者に見える」と言われることから「不審者（もしくは不審者と勘違いされる人）のものまね」をネタにしている。
アニメが趣味で、『アイドルマスターシンデレラガールズ』のファン。
『R-1グランプリ2021』で決勝に進出し、5位となった。
同事務所所属のピン芸人・河邑ミクとのユニット『ミクミクサイダー』としても活動している。

## 賞レース成績

### R-1ぐらんぷり／R-1グランプリ
| 年度             | 結果         | 会場                                  | 日時           |
| ---------------- | ------------ | ------------------------------------- | -------------- |
| 2012年（第10回） | 1回戦敗退    | [大阪] ワッハ上方(上方亭)             | 2012年1月15日  |
| 2013年（第11回） | 1回戦敗退    | [大阪] なんばパークスホール           | 2012年12月29日 |
| 2014年（第12回） | 1回戦敗退    | [大阪] なんばパークスホール           | 2014年1月10日  |
| 2015年（第13回） | 1回戦敗退    | [大阪] なんばパークスホール           | 2015年1月7日   |
| 2016年（第14回） | 2回戦進出    | [大阪] HEP HALL                       | 2016年1月26日  |
| 2017年（第15回） | 2回戦進出    | [大阪] HEP HALL                       | 2017年1月18日  |
| 2018年（第16回） | 2回戦進出    | [大阪] YES THEATER                    | 2018年1月20日  |
| 2019年（第17回） | 準々決勝進出 | [東京] ルミネtheよしもと              | 2019年2月4日   |
| 2020年（第18回） | 2回戦進出    | [東京] 新宿シアターモリエール         | 2020年1月25日  |
| 2021年（第19回） | 決勝5位      | [大阪] COOL JAPAN PARK OSAKA TTホール | 2021年3月7日   |
| 2022年（第20回） | 準決勝進出   | [東京] 日経ホール                     | 2022年3月5日   |
| 2023年（第21回） | 準決勝進出   | [東京] 時事通信ホール                 | 2023年3月3日   |
| 2024年（第22回） | 準々決勝進出 | [東京] ルミネtheよしもと              | 2024年2月4日   |
| 2025年（第23回） | 準々決勝進出 | [東京] ルミネtheよしもと              | 2025年1月17日  |

### M-1グランプリ
2017年
- 2回戦進出（コンビ「森のチューリップ」として）

2018年
- 1回戦敗退（コンビ「小笠原ジャスティンとサイダーさん」として）

2019年
- 1回戦敗退（ユニット「願」として）
- 2回戦進出（コンビ「有元サイダー」として）
- 2回戦進出（コンビ「小笠原ジャスティンとサイダーさん」として）

2020年
- 1回戦敗退（コンビ「ミクミクサイダー」として）

2021年
- 2回戦進出（コンビ「ミクミクサイダー」として）
- 2回戦進出（ユニット「ピーターパンウンコローム秩序」として）

2022年
- 1回戦敗退（コンビ「ミクミクサイダー」として）
- 2回戦進出（ユニット「ピーターパンウンコローム秩序」として）

2023年
- 1回戦敗退（ユニット「ピーターパンウンコローム秩序」として）
- 2回戦進出（ユニット「はがゆい季節」として）

2024年
- 3回戦進出（ユニット「ミクミクサイダー」として）
- 3回戦進出（ユニット「ゲットバックインターネット」として）
- 1回戦敗退（ユニット「ピーターパンジュンコローム秩序」として）

### その他
- ザ・細かすぎて伝わらないモノマネ2018 - 準優勝[注釈 1]
- 第9回歌ネタ王決定戦 - 決勝5位（コンビ「ミクミクサイダー」として）[25]
- 第3回ツギクル芸人グランプリ - 決勝進出
- 第43回ABCお笑いグランプリ - 最終予選進出
- 2024年 ザ・細かすぎて伝わらないモノマネ2024冬 - 3位

## 出演

### テレビ
- 〜夜のせやねん!〜ちゃうやろ!（2015年3月26日、毎日放送）
- 〜アナタの日常に”笑い”をお届け！〜 デリ芸（2015年5月19日、関西テレビ）
- オール松竹レジェンド大賞（2017年7月15日、関西テレビ）
- R-1ぐらんぷり2018開催決定SP 関根を笑わすひとり芸 今夜開店！ R-1 Bar（2017年12月23日[26]、関西テレビ）
- ザ・細かすぎて伝わらないモノマネ（2018年11月24日・2019年12月14日・2020年12月12日、フジテレビ系列）
- スマートフォンデュ（2018年10月25日[27]、テレビ朝日）
- ビートたけし独立してマージン分ギャラ下げるからあと2回ヤラせてTV（2018年12月26日、TBSテレビ）
- コサキン・天海の超発掘!ものまねバラエティー マネもの（2019年6月27日、フジテレビ系列）
- 冗談騎士（2019年10月9日[28]・16日[29]、BSフジ）
- ものまねグランプリ（2019年10月15日、日本テレビ系列）
- そろそろ にちようチャップリン（2020年4月18日、テレビ東京系列）
- 爆笑問題&霜降り明星のシンパイ賞!!（2020年8月8日・2021年1月31日、テレビ朝日）
- M-1グランプリ2020 アナザーストーリー 漫才師たちの激闘の裏側（2020年12月30日、ABCテレビ・テレビ朝日）
- ザ・ベストワン（2021年3月28日、TBSテレビ） - ｢ベストワンミニッツ」出演[30]
- 世界一短いネタ番組 15ビョーーーン（2021年6月6日[31]、テレビ東京） - 河邑ミクと組んで出演[32]
- ボクらの時代（2022年3月13日、フジテレビ系列）[33]
- よかとこ発見!蛙亭イワクラ使節団〜伊藤と肥満とサイダーと〜（2022年4月9日 - 2024年3月24日、テレビ宮崎）[34]
- 森本サイダーの気泡TV（2023年11月20日 - 12月11日、千葉テレビ放送）

### 配信番組
- おちゅーんLIVE!（2017年7月22日・2018年1月13日・2020年5月3日・6月20日、YouTube Live・ニコニコ生放送）
- おぎやはぎの「ブス」テレビ（2019年4月15日、AbemaTV）
- 【大喜利 Stay Home】松竹芸能 vs 人力舎（2020年4月8日[35]、LIVEPARK）
- 松竹芸能VS人力舎！事務所対抗！おうちで全力ジェスチャーQ！（2020年4月26日[36]、LIVEPARK）
- 松竹東京⇔大阪ミーティング〜自宅でモノマネ編〜（2020年5月29日[37][38]、YouTube Live）

### ラジオ
- 笑福亭晃瓶のほっかほかラジオ（2015年9月24日・2017年6月8日、KBS京都ラジオ）
- 植村茂浩の松竹芸能カドベヤです。（2017年3月2日、ラジオ関西）
- 福島のぶひろの、どうぞお構いなく。（2017年4月8日、MBSラジオ）
- サンドウィッチマンの天使のつくり笑い（2019年8月27日、NHKラジオ第1放送）
- マイナビ Laughter Night（2020年4月24日[39]・11月13日[40]・2022年9月16日[41]・12月2日[42]、TBSラジオ）

### 映画
- 関西ジャニーズJr.のお笑いスター誕生！（2017年、松竹）
- 事故物件 恐い間取り（2020年、松竹）
- キネマの神様（2021年、松竹）
- CUBE 一度入ったら、最後（2021年、松竹）

### DVD
- アンタッチャブル柴田の「超ワロタwwww」〜もうすぐ世間に知られてしまう超絶おもしろ芸人たち〜[43]（2020年、コンテンツリーグ）JAN 4517331057802

### コラボレーション動画
- サイダーのように言葉が湧き上がる（2020年、松竹）[44]
  - 森本サイダーのように言葉が湧き上がる[45]
  - 森本サイダーのように言葉が湧き上がる2[46]

### 単独ライブ
- 「いる」（2021年7月22日、新宿バティオス）[47]
- 「こっちを見ろ」（2022年12月11日、新宿バティオス）[48]
- 「甘い物食べなきゃやってられないよ」（2023年7月23日、シアターマーキュリー新宿）[49]
- 「推すってせつない」（2024年10月5日、Hall Mixa）[50]